# أليكس هاي (لاعب كرة قدم)
أليكس هاي (بالإنجليزية: Alex Hay)‏ هو لاعب كرة قدم بريطاني في مركز الهجوم، ولد في 14 أكتوبر 1981 في بيركنهيد ‏ في المملكة المتحدة. لعب مع روشدين ودايموندز ونادي بانغور سيتي ونادي ترانمير روفرز ونادي ريل ونادي موركامب.

## وصلات خارجية
- أليكس هاي (لاعب كرة قدم) على موقع قاعدة بيانات كرة القدم.إي يو (الإنجليزية)
- أليكس هاي (لاعب كرة قدم) على موقع Soccerbase.com (لاعب) (الإنجليزية)